# U23-Europameisterschaften im Rudern 2017
Die U23-Europameisterschaften im Rudern 2017 fanden am 2. und 3. September 2017 in Polen in Kruszwica statt. Die Wettbewerbe wurden auf der Regattastrecke Kruszwica ausgetragen.
Bei den Meisterschaften wurden 21 Wettbewerbe ausgetragen, davon 12 Wettbewerbe für Männer und 9 Wettbewerbe für Frauen.
Teilnahmeberechtigt war jeweils eine Mannschaft je Wettbewerbsklasse aus den 46 europäischen Mitgliedsverbänden des Weltruderverbandes (FISA). Eine Qualifikationsregatta existierte nicht.
Der Deutsche Ruderverband besetzte 15 Bootsklassen mit 45 Athletinnen und Athleten. Das Ziel war es dabei überwiegend Sportler aus dem U21 Bereich einzusetzen, die so internationale Rennerfahrung sammeln sollten.

## Ergebnisse
Hier sind die Medaillengewinner aus den A-Finals aufgelistet. Diese waren mit sechs Booten besetzt, die sich über Vor- und Hoffnungsläufe sowie Viertel- und Halbfinals für das Finale qualifizieren mussten. Die Streckenlänge betrug in allen Läufen 2000 Meter.

### Männer
| Bootsklasse                                   | Gold | Gold    | Silber | Silber  | Bronze | Bronze  |
| --------------------------------------------- | --- | ------- | --- | ------- | --- | ------- |
| Einer (BM1x)                                  | Bulgarien Boris Yotov | 7:28,74 | Deutschland Oliver Zeidler | 7:29,29 | Rumänien Marian-Florian Enache | 7:30,89 |
| Leichtgewichts-Einer (BLM1x)                  | Tschechien Jan Cincibuch | 7:44,38 | Österreich Jakob Zwölfer | 7:46,64 | Slowenien Aleš Jalen | 7:48,58 |
| Doppelzweier (BM2x)                           | Griechenland Ioannis Kalandaridis Christos Stergiakas | 6:47,96 | Serbien Igor Đjerić Aleksandar Beđik | 6:49,99 | Slowenien Nik Krebs Miha Aljančič | 6:55,39 |
| Leichtgewichts-Doppelzweier (BLM2x)           | Dänemark Christian Hagemann Alexander Modest | 6:48,68 | Slowakei Adam Štiffel Peter Zelinka | 6:55,70 | Russland Sergey Cherepkov Rustam Khaibullin | 6:57,38 |
| Doppelvierer (BM4x)                           | Polen Jakub Dominiczak Dawid Pieniak Marcin Sobieraj Mateusz Świętek | 6:09,27 | Belarus Kiryl Tsikhanovich Artsem Laputsin Jauhen Salaty Uladzimir Kulik                                                                                      | 6:12,57 | Ungarn Kornél Kovács Dániel Danó Kristóf Ács Maté Bácskai | 6:12,73 |
| Leichtgewichts-Doppelvierer (BLM4x)           | Österreich Sebastian Kabas Alexander Maderner Johannes Hafergut Philipp Kellner                                                                                               | 6:30,52 | Estland Kermo Randmae Joonatan Kama Karl August Ruusalepp Ander Koppel                                                                                        | 6:37,09 | Deutschland Laszlo Koryszczuk Timo Lammersdorf Jannik Menke Collin Götze                                                                                       | 6:37,78 |
| Zweier ohne Steuermann (BM2-)                 | Rumänien Mihăiță Țigănescu Cosmin Pascari | 7:01,44 | Österreich Maximilian Kohlmayr Florian Walk | 7:09,39 | Bulgarien Rangel Katsarski Stanimir Haladzhov | 7:16,83 |
| Leichtgewichts-Zweier ohne Steuermann (BLM2-) | Türkei Mert Kaan Kartal Fatih Ünsal | 7:26,67 | Ungarn Bence Szabó Ákos Privaczki-Juhász | 7:30,99 | Deutschland Paul Hotz Janis Seidenfaden | 7:32,01 |
| Vierer ohne Steuermann (BM4-)                 | Rumänien Mugurel Semciuc Alexandru Chioseaua Andrei-Alexandru Tănasă Sergiu-Vasile Bejan                                                                                      | 6:20,21 | Litauen Bieliauskas Giedrius Povilas Stankūnas Mantas Juškevičius Saulius Ilonis                                                                              | 6:24,97 | Kroatien Patrik Lončarić Anton Lončarić Ivan-Ante Grgić Fabio Ipsa                                                                                             | 6:29,33 |
| Leichtgewichts-Vierer ohne Steuermann (BLM4-) | Deutschland Simon Berkemeyer Tobias Ressemann Julius Wagner Henning Sproßmann                                                                                                 | 6:34,93 | Ukraine Dmytro Halian Roman Kyrylovskyi Volodymyr Dziubynskyi Artem Pshenychnyi                                                                               | 6:40,25 | Österreich Lukas Kreitmeier Vinzent Wiener Julian Kiralyhidi Umberto Bertagnoli                                                                                | 6:45,96 |
| Vierer mit Steuermann (BM4+)                  | Rumänien Florin-Sorin Lehaci Bogdan-Sabin Băițoc Ștefan Berariu Ciprian Huc Adrian Munteanu (Stm.)                                                                            | 6:42,06 | Ukraine Artem Derkach Oleh Kravchenko Stanislav Kozodoi Oleksii Tymoshenko Oleksandr Konovaliuk (Stm.)                                                        | 6:52,92 | Ungarn Márton Szabó Gergely Bedők Almos Sonfeld Gergő Ocsenász Dániel Csorba (Stm.)                                                                            | 7:09,05 |
| Achter (BM8+)                                 | Rumänien Cristian Ivascu George Cătrună Constantin Radu Constantin Adam Alexandru Matincă Alexandru-Cosmin Macovei Gheorghe-Robert Dedu Ciprian Tudosă Adrian Munteanu (Stm.) | 5:56,06 | Vereinigtes Königreich Thomas Strudwick Graham Ord George Stewart Oliver Wilkes Alexander Haynes Samuel Nunn William Stewart Rufus Biggs Ian Middleton (Stm.) | 5:58,97 | Frankreich Alexis Guérinot Nicolas Gilbert Hugo Quémener Quentin Stender Guillaume Turlan Thibaud Turlan Paul Goetghebeur Louis Droissart Thibaut Hacot (Stm.) | 5:59,28 |

### Frauen
| Bootsklasse                         | Gold | Gold    | Silber | Silber  | Bronze | Bronze                  |
| ----------------------------------- | --- | ------- | --- | ------- | --- | ----------------------- |
| Einer (BW1x)                        | Schweiz Pascale Walker | 8:17,74 | Bulgarien Dessislawa Georgiewa | 8:30,76 | Russland Ekaterina Pitirimova | 8:32,00                 |
| Leichtgewichts-Einer (BLW1x)        | Norwegen Maia Lund | 8:41,40 | Schweiz Lara Eichenberger | 8:44,93 | Schweden Lovisa Wallin | 8:47,81                 |
| Doppelzweier (BW2x)                 | Belarus Tazzjana Klimowitsch Krystina Staraselets | 7:34,72 | Griechenland Maria Kyridou Dimitra-Sofia Tsamopoulou | 7:39,22 | Schweiz Debora Hofer Fabienne Schweizer | 7:41,77                 |
| Leichtgewichts-Doppelzweier (BLW2x) | Rumänien Ionela-Livia Lehaci Gianina-Elena Beleagă | 7:43,84 | Deutschland Janika Kölblin Stefanie Weigt | 7:54,98 | Österreich Louisa Altenhuber Laura Arndorfer | 7:59,14                 |
| Doppelvierer (BW4x)                 | Rumänien Georgiana Vasile Nicoleta-Ancuța Bodnar Elena Logofătu Nicoleta Pașcanu                                                                                           | 6:54,16 | Polen Joanna Sliwinska Katarzyna Boruch Monika Sobieszek Agnieszka Robaszkiewicz | 7:04,28 | Deutschland Sina Schäfer Lara Richter Marie-Christine Gerhardt Eva-Lotta Nebelsieck                                                                                      | 7:11,80                 |
| Leichtgewichts-Doppelvierer (BLW4x) | Dänemark Marie-Louise Petersen Ida Langkjær Nanna Bo Christensen Marie Moerch-Pedersen                                                                                     | 7:22,41 | Deutschland Sina Schäfer Lara Richter Marie-Christine Gerhardt Eva-Lotta Nebelsieck | 7:23,95 | nur zwei Boote am Start | nur zwei Boote am Start |
| Zweier ohne Steuerfrau (BW2-)       | Rumänien Mădălina Hegheș Iuliana Buhus | 7:57,10 | Russland Ekaterina Kozlenko Olga Nesterenko | 8:04,87 | Ungarn Eszter Kremer Dora Polivka | 8:08,25                 |
| Vierer ohne Steuerfrau (BW4-)       | Rumänien Cristina-Georgiana Popescu Alina Ligia Pop Beatrice-Madalina Parfenie Roxana Parascanu                                                                            | 7:14,25 | Kroatien Ivana Jurković Josipa Jurković Bruna Milinović Izabela Krakić | 7:23,86 | Dänemark Trine Dahl Pedersen Emma Sophie Hammer Marta Kempf Frida Sanggaard Nielsen                                                                                      | 7:25,89                 |
| Achter (BW8+)                       | Russland Kira Yuvchenko Jelisaweta Kornijenko Jekaterina Sewostjanowa Maria Kubyshkina Olga Saruba Anna Karpowa Anna Aksenova Valentina Plaksina Jelisaweta Krylowa (Stf.) | 6:45,58 | Rumänien Andrea-Ioana Budeanu Simona Geanina Radiș Maria-Magdalena Rusu Amalia Bereş Madalina-Gabriela Casu Vasilica-Alexandra Rusu Adriana Ailincăi Maria Tivodariu Victoria-Stefania Petreanu (Stf.) | 6:46,44 | Vereinigtes Königreich Grace Macdonald Isobel Powell Lauren Irwin Chloe Brew Fiona Bell Oonagh Cousins Margaret Saunders Sophia Heath Aisling Humphries-Griffiths (Stf.) | 6:49,16                 |

## Medaillenspiegel
| Platz | Land                   | Gold | Silber | Bronze | Gesamt |
| ----- | ---------------------- | ---- | ------ | ------ | ------ |
| 1     | Rumänien               | 8    | 1      | 1      | 10     |
| 2     | Dänemark               | 2    |        | 1      | 3      |
| 3     | Deutschland            | 1    | 3      | 3      | 7      |
| 4     | Österreich             | 1    | 2      | 2      | 5      |
| 5     | Russland               | 1    | 1      | 2      | 4      |
| 6     | Bulgarien              | 1    | 1      | 1      | 3      |
| 6     | Schweiz                | 1    | 1      | 1      | 3      |
| 8     | Griechenland           | 1    | 1      |        | 2      |
| 8     | Polen                  | 1    | 1      |        | 2      |
| 8     | Belarus                | 1    | 1      |        | 2      |
| 11    | Norwegen               | 1    |        |        | 1      |
| 11    | Tschechien             | 1    |        |        | 1      |
| 11    | Türkei                 | 1    |        |        | 1      |
| 14    | Ukraine                |      | 2      |        | 2      |
| 15    | Ungarn                 |      | 1      | 3      | 4      |
| 16    | Kroatien               |      | 1      | 1      | 2      |
| 16    | Vereinigtes Königreich |      | 1      | 1      | 2      |
| 18    | Estland                |      | 1      |        | 1      |
| 18    | Litauen                |      | 1      |        | 1      |
| 18    | Serbien                |      | 1      |        | 1      |
| 18    | Slowakei               |      | 1      |        | 1      |
| 22    | Slowenien              |      |        | 2      | 2      |
| 23    | Frankreich             |      |        | 1      | 1      |
| 23    | Schweden               |      |        | 1      | 1      |
| Summe | Summe                  | 21   | 21     | 20     | 62     |